# Orde van Ho Chi Minh

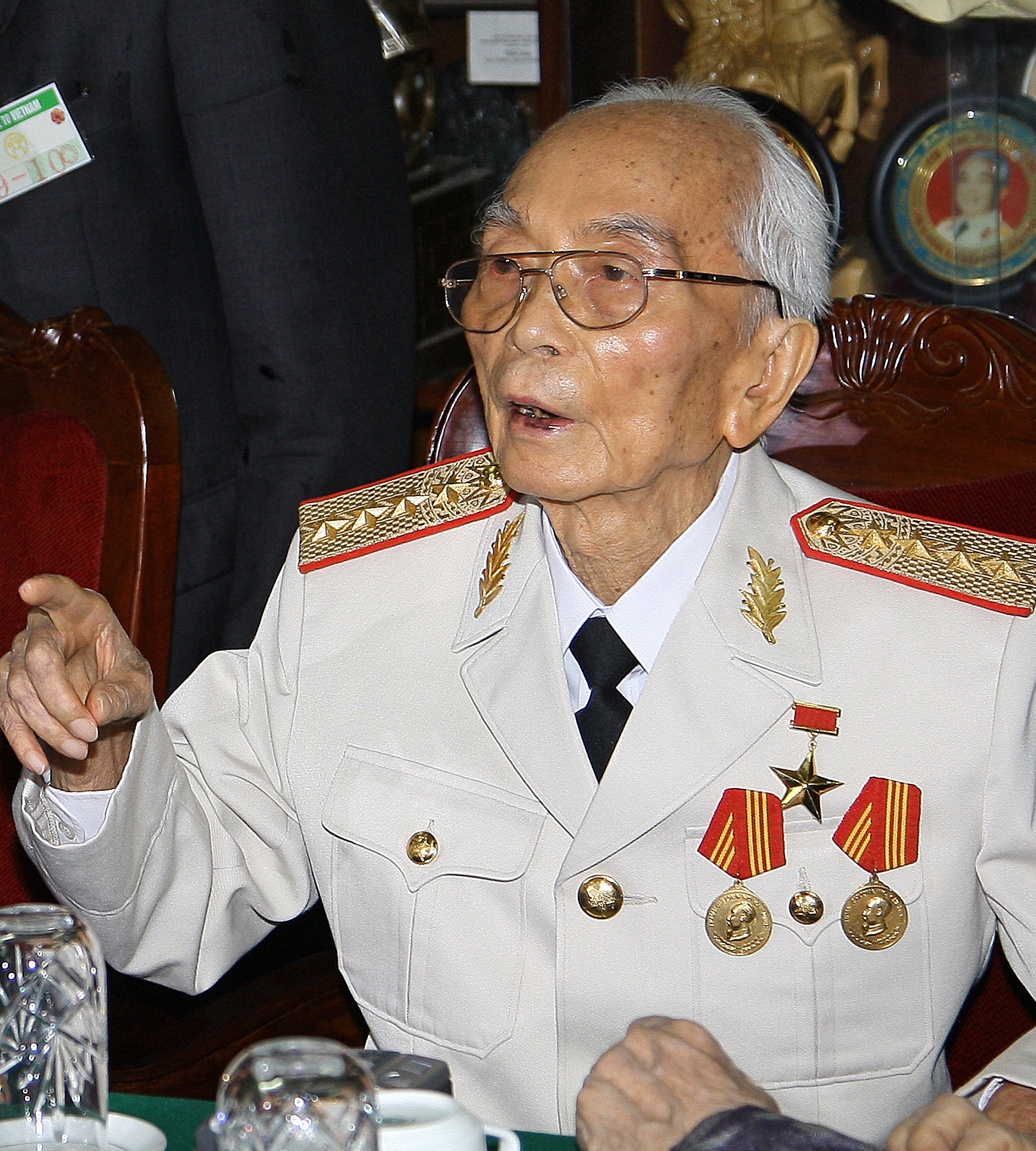
Võ Nguyên Giáp draagt tweemaal de Ho Chi Minh Orde en de Orde van de Gouden Ster

De Orde van Ho Chi Minh (Vietnamees: "Huân chương Hồ Chí Minh") was een op 6 juni 1947 ingestelde orde van verdienste van Noord-Vietnam. Het is sinds de communistische overwinning op Amerika en Zuid-Vietnam na de Gouden Ster van Vietnam de hoogste onderscheiding van de Democratische Republiek van Vietnam.
De orde werd door de communistische rebellenleider en eerst Noord-Vietnamese president Hồ Chí Minh ingesteld en had tot 1981 drie graden of klassen. Net als zijn voorbeeld Stalin noemde Hồ Chí Minh de orde naar zichzelf. 
Men verleent deze onderscheiding aan personen die grote verdiensten hebben getoond in de politiek, de economie, maatschappij, cultuur, literatuur, kunst, wetenschap, de landsverdediging, de staatsveiligheid, de diplomatie en andere gebieden. De onderscheiding wordt ook postuum toegekend. Onder de dragers waren Leonid Brezjnev en Erich Honecker.
De orde werd vaak toegekend voor dappere daden in gevecht met de Franse kolonisator of Zuid-Vietnam en zijn bondgenoten. Men kent de orde ook aan steden, provincies, collectieven zoals fabrieken en boerderijen, militaire eenheden en schepen toe..
Het is in uitvoering en decoratiebeleid een typisch voorbeeld van een Socialistische orde. De vroegere onderscheidingen van de Sovjet-Unie, met name de Leninorde, hebben als voorbeeld gediend.
Net als veel socialistische orden wordt ook de Orde van Ho Chi Minh aan een vijfhoekig gevouwen lint gedragen. De vorm is typisch Russisch en sluit niet aan bij Vietnamese tradities.
De zeer exclusieve Orde van de Gouden Ster is hoger in rang, maar de Orde van Ho Chi Minh komt vóór de Orde van de Onafhankelijkheid.